# Chicago Mustangs
Los Chicago Mustangs fueron un equipo de fútbol de los Estados Unidos que alguna vez formaron parte de la North American Soccer League, la desaparecida liga de fútbol más importante del país.

## Historia
Fue fundado en 1967 en la ciudad de Chicago, Illinois y fue miembro en ese mismo año de la United Soccer Association, liga que se dedicaba a importar jugadores extranjeros, y en el caso de los Mustangs era provenientes del Cagliari Calcio de Italia. Su dueño era Arthur Allyn Jr., quien también era dueño de los Chicago White Sox de la MLB, equipo con quien compartían la misma sede.
Cuando la United Soccer Association se fusionó con la National Professional Soccer League en 1968 para crear la North American Soccer League, fueron uno de los equipos que participaron en su temporada inaugural, aunque al final de la temporada de 1968 se convirtieron en un equipo semi-profesional, el cual finalmente desaparecería para fusionarse dentro del Chicago Sting.

## Temporadas
| Año  | Liga | G  | E | P  | Pts | Temporada Regular         | Playoffs     | Asistencia |
| 1967 | USA  | 3  | 7 | 2  | 13  | 3.ª División Oeste        | No Clasificó | 4,207      |
| 1968 | NASL | 13 | 9 | 10 | 164 | 2.ª División de los Lagos | No Clasificó | 2,463      |